# 楊彝 (江津)
楊彝（1491年—？年），字宗敘，四川重慶府江津縣人，明朝政治人物。

## 生平
正德十六年（1521年）辛巳科第三甲第三十二名進士。任宿松县知縣。嘉靖四年（1525年）拜為雲南道監察御史。六年巡按浙江，十一年任吉安府知府，升任大名兵备副使，十四年因御史李新芳案被逮下诏狱，革职为民。

## 家族
曾祖楊子垕，祖楊銓，父楊濟之，母郭氏。